# Liste der Kulturdenkmäler in Busenberg
In der Liste der Kulturdenkmäler in Busenberg sind alle Kulturdenkmäler der rheinland-pfälzischen Ortsgemeinde Busenberg aufgeführt. Grundlage ist die Denkmalliste des Landes Rheinland-Pfalz (Stand: 31. August 2023).

## Denkmalzonen
| Bezeichnung                       | Lage                                                            | Baujahr | Beschreibung | Bild                           |
| --------------------------------- | --------------------------------------------------------------- | ------- | --- | ------------------------------ |
| Denkmalzone Burgruine Drachenfels | südlich des Ortes Lage                                          | um 1200 | um 1200 gegründet, 1523 zerstört, seither Ruine, Oberburg und Unterburg, nur Gebäudereste der Unterburg: Torbau, Unterbau eines Turms, 13. Jahrhundert, langgestreckter Keller; Ringmauerreste; Stumpf eines runden Turms, wohl aus dem 15. Jahrhundert; zur ehemaligen Oberburg führende Treppen; charakteristische Felsenburg des Wasgaus | weitere Bilder Fotos hochladen |
| Denkmalzone Jüdischer Friedhof    | südöstlich des Ortes; Flur Bei der Lehmgrube an der Straße Lage | 1833    | 1833 eröffnet, zahlreiche (in den 1990er Jahren 289) Grabsteine | weitere Bilder Fotos hochladen |

## Einzeldenkmäler
| Bezeichnung                      | Lage                                                      | Baujahr                 | Beschreibung                                                                                         | Bild                           |
| -------------------------------- | --------------------------------------------------------- | ----------------------- | --- | ------------------------------ |
| Schlösschen                      | Hauptstraße 23 Lage                                       | 1778                    | schlichte spätbarocke Baugruppe, 1778                                                                | weitere Bilder Fotos hochladen |
| Wohnhaus                         | Hauptstraße 42 Lage                                       |                         | Fachwerkhaus                                                                                         | weitere Bilder Fotos hochladen |
| Wohnhaus                         | Hauptstraße 58 Lage                                       | 18. Jahrhundert         | Fachwerkhaus, teilweise massiv, Vordach auf gebauchten Stützen, 18. Jahrhundert                      | Fotos hochladen                |
| Katholische Kirche St. Jacobus   | Kirchstraße 1 Lage                                        | 1760–67                 | barocker Saalbau, 1760–67, einbezogen in den Neubau von 1927–29                                      | weitere Bilder Fotos hochladen |
| Kreuze                           | Kirchstraße, bei Nr. 1 Lage                               | ab 1755                 | Schaftkreuz, bezeichnet 1755; Friedhofskreuz, bezeichnet 1876                                        | weitere Bilder Fotos hochladen |
| Pfarrhaus                        | Lindenplatz 8 Lage                                        | 1910                    | repräsentativer Walmdachbau, bezeichnet 1910, im Kern eventuell älter (?)                            | weitere Bilder Fotos hochladen |
| Wohnhaus                         | Talstraße 13 Lage                                         | spätes 18. Jahrhundert  | teilweise massiv, spätes 18. Jahrhundert                                                             | Fotos hochladen                |
| Bärenbrunnerhof                  | nordöstlich des Ortes Lage                                | 18. und 19. Jahrhundert | großer Vierseithof, 18. und 19. Jahrhundert                                                          | Fotos hochladen                |
| Buchkammer                       | südlich des Ortes auf dem Heidenberg Lage                 |                         | Felsenkammer                                                                                         | Fotos hochladen                |
| Katholische Kapelle St. Gertraud | südöstlich des Ortes im Bachtal unweit der B 427 Lage     | 18. Jahrhundert         | kleine unregelmäßige Viereckanlage, wohl aus dem 18. Jahrhundert, offene Vorhalle mit Walmdach, 1954 | weitere Bilder Fotos hochladen |
| Wegekreuz                        | südöstlich des Ortes an der B 427; Flur Am Itzenbühl Lage | 1885                    | Kruzifix, Rotsandstein, bezeichnet 1885; davor ein älterer Sockel                                    | weitere Bilder Fotos hochladen |

## Ehemalige Kulturdenkmäler
| Bezeichnung | Lage                | Baujahr | Beschreibung                                                                   | Bild            |
| ----------- | ------------------- | ------- | ------------------------------------------------------------------------------ | --------------- |
| Quereinhaus | Hauptstraße 76 Lage |         | Fachwerk-Quereinhaus, teilweise massiv und verputzt; aus Denkmalliste gelöscht | Fotos hochladen |